# Sabile
Sabile (latvijsko Sabile, rusko Сабиле) je mesto v občini Talsi, v Latviji. Leta 2016 je mesto štelo 1.642 prebivalcev.

## Zgodovina
Sabile se prvič omenja v kronikah leta 1253. Od 14. stoletja do 16. stoletja je kraj predstavljal grad Livonskega reda z vasjo v bližini gradu. Sabilė je postal mesto leta 1917. Grad Sabile, ki je bil središče okrožja od 10. stoletja do 13. stoletja, leži nad mestom Sabile in dolino reke Abave.

## Zgodovina vinogradništva
Vinogradi v Sabileju so najbolj severni vinograd na svetu, registrirani v Guinnessovi knjigi rekordov. . Tradicija vinarstva v Sabileju sega v 14. stoletje. 
Sabile Vinski hrib (Sabines Vina kalns) je vinograd v Sabileju.  Predstavlja simbol Sabileja, saj je grozdje upodobljeno v grbu mesta Sabilea. 
Vinski hrib Sabile je bil dvakrat oblikovan. Prvič so vino proizvajali v Livonskem obdobju (od 14. stoletja), v drugo je bil 1936 je bilo popolnoma obnovljen. V 14. stoletju so se z vinogradništvom ukvarjali vzdolž bazena Venta, ki se je razširilo na Sabile, saj se je izkazalo, da je mikroklima  posebej primerna za pridelavo vinske trte.  Pomembnost vinogradov Sabile dokazuje tudi dejstvo, da je župan Livonskega reda Valter von Pletenberg med trgatvijo ostal v Sabileju. Med vojaškimi spopadi je bilo vino dostavljeno v vojvodstvo Luksemburg.
Od leta 1936 do 1938 so organizirali Raziskovalno postajo na Vinskem hribu, ki je obnovila vinograde na Vinskem hribu pod vodstvom Karla Ulmanisa. Uredili so 2800 metrov  teras in posadili več kot 20 sort vinske trte ali 1350 vinskih trsov. S porabo vina in grozdja so želeli v Sabile privabiti turiste in povečati dohodek mesta.
Pred drugo svetovno vojno je trgatev znašala štiri tone. Med vojno je bil del zasajenih vin izgubljen. Agronomistka Spodra Berzina je s pomočjo Raziskovalne postaje ponovno obnovila planino in je pripomogla k vpisu v Guinnessovo knjigo rekordov. Do leta 1955 je posadila 1500 sadik, skupaj 36 sort. V zgodnjih in srednjih šestdesetih letih se je grozdje Sabiles prodajalo v lokalni trgovini. Vendar pa je na začetku reorganizacije v šestdesetih letih Raziskovalna postaja  zavrnila vodenje Vinskega hriba. Kasneje  Vinskega hriba ni nihče upravljal.
S pomočjo navdušenih študentov je Uldis Zommers začel ponovno graditi vinsko gorico Sabile leta 1989, vendar se je poleti leta 1992 po odhodu Ulde Zommer ustavil razvoj Vinskega hriba Sabile. Jeseni istega leta je Janis Berzins sprejel delo vinarja mestnega sveta Sabile.
27. aprila 1995 je nekdanji latvijski predsednik Guntis Ulmanis obiskal Sabile Vinsko goro. V spomin na ta obisk so posadili jabolčno drevo ob vznožju hriba.
Ministrica za kmetijstvo Republike Latvije Martins Roze je 18. junija 2003 podpisala dokument, s katerim je Ministrstvo za kmetijstvo Republike Latvije umaknilo lastninske pravice na Vinski gori v korist takratnega občinskega sveta Sabile.
Tu pridelujejo mnoge avtohtone sorte grozdja, med njimi Paula Sukatnieka, Gunvalda Vēsmiņa in Antana Gaiļuna. Od poletja 1999 v Sabileju praznujejo praznik Sabile vina.
Po podatkih Organizacije združenih narodov za prehrano in kmetijstvo (FAO) iz leta 2014 so v Latviji pridelali 2.450 tisoč tona vina . Večina te proizvodnje izvira iz področja Sabileja.

## Galerija
| Nekdanja sinagoga v Sabileju, danes Muzej sodobne umetnosti. | Luteranska cerkev v Sabileju. | Vinogradi v Sabileju. |  |